# آنستی آراپی
آنستی آراپی (آلبانیایی: Anesti Arapi؛ زادهٔ ۶ ژوئیهٔ ۱۹۶۳) بازیکن فوتبال اهل آلبانی بود.
از باشگاه‌هایی که در آن بازی کرده‌است می‌توان به باشگاه فوتبال ایراکلیس ۱۹۰۸ اشاره کرد.
وی همچنین در تیم ملی فوتبال آلبانی بازی کرده‌است.